# Mónica Ferraz

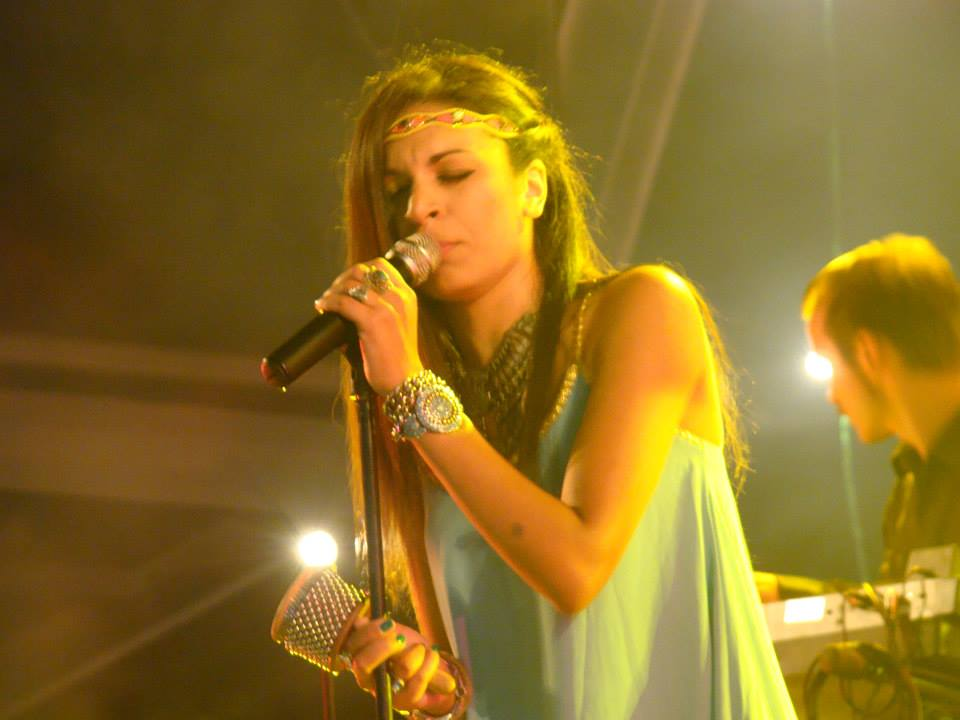
Mónica Ferraz (2013)

Mónica Ferraz (* 23. März 1980 in Porto) ist eine portugiesische Soul-/Pop-Sängerin und Songwriterin.

## Werdegang
Bekannt wurde sie als Sängerin der Band Mesa, der sie seit 2002 angehörte. 2011 verließ sie die Gruppe und widmete sich ganz ihrer Solo-Karriere, die sie 2010 mit der Veröffentlichung ihres ersten Albums Start Stop begonnen hatte. In der Folge kam die ursprünglich erste Single aus dem Album, Go go go, 2012 bis auf Platz 30 der portugiesischen Verkaufscharts.
Mónica Ferraz wurde für die im November 2012 in Frankfurt am Main stattfindenden MTV Europe Music Awards 2012 als Best portuguese act nominiert.

## Diskografie

### Alben
- 2010: Start Stop
- 2012: Love

### Singles
- 2010: Go Go Go (2012 erneut veröffentlicht)
- 2011: Golden Days